# 格魯舒瓦哈
49°6′54″N 36°53′45″E / 49.11500°N 36.89583°E
赫魯舒瓦哈（烏克蘭語：Грушуваха）是位於烏克蘭東部的村莊，由哈爾科夫州伊久姆區的巴爾溫科韋市鎮負責管轄。該村面積3.7平方公里，海拔高度73米，2001年人口860，人口密度每平方公里232.8人。